# سلافكو بيدا
سلافكو بيدا (بالكرواتية: Slavko Beda)‏ (17 نوفمبر 1919 - 8 يوليو 1975 في كرواتيا) هو لاعب كرة قدم كرواتي (وحمل سابقاً جنسية جمهورية يوغوسلافيا الاشتراكية الاتحادية) في مركز الهجوم. لعب مع نادي دينامو زغرب.

## وصلات خارجية
- سلافكو بيدا على موقع عالم كرة القدم.نت (الإنجليزية)